# Tomislav Bučanac
Tomislav Bučanac es un deportista croata que compitió en taekwondo. Ganó una medalla de bronce en el Campeonato Europeo de Taekwondo de 2002, en la categoría de –78 kg.

## Palmarés internacional
| Campeonato Europeo | Campeonato Europeo | Campeonato Europeo | Campeonato Europeo |
| Año                | Lugar              | Medalla            | Categoría          |
| ------------------ | ------------------ | ------------------ | ------------------ |
| 2002               | Samsun (Turquía)   | Medalla de bronce  | –78 kg             |